# Mattierzoll
 (septembre 2020).
 (novembre 2021).
Si vous disposez d'ouvrages ou d'articles de référence ou si vous connaissez des sites web de qualité traitant du thème abordé ici, merci de compléter l'article en donnant les références utiles à sa vérifiabilité et en les liant à la section « Notes et références ».
Mattierzoll est un village de la commune de Winnigstedt dans l'arrondissement de Wolfenbüttel, Land de Basse-Saxe.

## Géographie
Mattierzoll se situe sur la B 79 à mi-chemin entre Halberstadt et Wolfenbüttel, juste à la frontière entre la Basse-Saxe et la Saxe-Anhalt. Le nom de lieu est dérivé de Mattier, une unité de paiement pour traverser le Hessendamm pour aller à Hessen.

## Histoire
Pendant des siècles, Mattierzoll est dans la zone frontalière entre différents territoires, en particulier entre le duché de Brunswick-Lunebourg et l'évêché de Halberstadt et plus tard le Brandebourg-Prusse. En 1941, il y a eu un ajustement significatif des frontières dans le but de réorganiser des districts administratifs cohérents et fermés, ainsi le village voisin de Hessen est transféré du duché de Brunswick à la Prusse.
Avec la construction de la Ligne de Jerxheim à Börßum par les chemins de fer d'État ducaux brunswickois (de), Mattierzoll a une gare en 1868. L'achèvement du chemin de fer privé vers Heudeber en 1898 et de la ligne de Brunswick à Schöningen en 1902 fait du village un petit carrefour ferroviaire.
La frontière est poreuse à tout moment et n'est devenue de plus en plus infranchissable qu'après la Seconde Guerre mondiale, avec la frontière interallemande, quand les zones d'occupation soviétique et britannique se touchent. Le ligne vers Oschersleben dans la zone d'occupation soviétique est interrompue à l'est de Jerxheim, de même la connexion à Heudeber. Le trafic ferroviaire se poursuit sur l'ancienne frontière intérieure allemande jusqu'en 1975 et se limite aux liaisons entre Jerxheim/Helmstedt et Börßum. L'ancienne Reichsstraße 79 à l'est et à l'ouest la B 79 s'interrompent entre Mattierzoll et Hessen. À l'ouest, il existe comme une rue étroite et pavée jusqu'aux fortifications frontalières. A côté d'elle, un point d'information est mis en place sur les installations frontalières et le couloir de la mort. Le 12 novembre 1989 à 7 h 58, la frontière en RDA s'ouvre. Toutes les voies de la ligne de Jerxheim à Börßum et celles de la ligne de Heudeber à Mattierzoll sont démantelées à Mattierzoll. Aujourd'hui, seuls une Tour B et le point d'information rappellent l'ancienne frontière.

## Source, notes et références
- (de) Cet article est partiellement ou en totalité issu de l’article de Wikipédia en allemand intitulé « Mattierzoll » (voir la liste des auteurs).